# La Chanson de Jean Prouvaire
La Chanson de Jean Prouvaire est une mélodie d'Augusta Holmès composée en 1872.

## Composition
Augusta Holmès compose La Chanson de Jean Prouvère en 1872 sur un texte de Victor Hugo, extrait des Misérables. L'œuvre est en ré majeur, et est dédiée à Olga Klosé. Elle a été publiée aux éditions Alphonse Leduc la même année,.